# 루이빌 팬서스
| 루이빌 팬서스 | |
| 콘퍼런스      | 서부 콘퍼런스 (1999년~2001년)                                                                                           |
| 디비전        | 미드-애틀랜틱 디비전 (1999년~2000년) 사우스 디비전 (2000년~2001년)                                                      |
| 설립연도      | 1999년 |
| 해체연도      | 2001년 |
| 역사          | 루이빌 팬서스 (1999년~2001년) 아이오와 스타스 (2005년~2008년) 아이오와 찹스 (2008년~2009년) 텍사스 스타스 (2009년~현재) |
| 경기장        | 프리덤 홀 |
| 연고지        | 켄터키주 루이빌 |
| 상징색        | 감색, 빨강, 금 |
| 구단주        | |
| 단장          | |
| 감독          | |
| NHL 제휴      | |
| ECHL 제휴     | |
| 정규시즌 우승 | |
| 콘퍼런스 우승 | |
| 디비전 우승   | |
| 칼더 컵       | |
| 영구 결번     | |

루이빌 팬서스(Louisville Panthers)는 미국 켄터키주 루이빌을 연고지로 하는 1999년부터 2001년까지 AHL 소속되었던 아이스 하키팀이다.
2005년 연고지를 아이오와주 디모인 (아이오와 스타스)로 이전했다.

## 역대 홈경기장
| 루이빌 팬서스 |               |          |                 |      |
| 경기장        | 사용기간      | 수용인원 | 장소            | 비고 |
| 프리덤 홀     | 1999년~2001년 | 18,865명 | 켄터키주 루이빌 | 빈칸 |